# 進め!たかめ少女高雄ソライロデイズ。
進め!たかめ少女高雄ソライロデイズ。（すすめ!たかめしょうじょたかおソライロデイズ）とは、三木なずなによるライトノベル。イラストは初夏が担当。

## 概要
台湾高雄市の地下鉄、高雄捷運のマスコットキャラクターである高捷少女のメディアミックス作品群のうち、日本で展開しているライトノベル。高雄捷運に務める女性社員たちを描いている。2016年5月19日より、スクウェア・エニックスのオンラインコミックサイト「ガンガンONLINE」にてスタートし、2017年9月21日まで連載された。
SBクリエイティブのライトノベルレーベルの「GA文庫」より2017年6月14日に第一巻が文庫化された。
台湾でもほぼ同じキャラクター設定で中文版のライトノベル「前進吧!!高捷少女」（日常編・音躍編・禮贈編）が刊行されているが、別の作家を起用しており、ストーリーも両国で多少異なる。

## 登場人物

### たかめ少女
シャオチョンとエミリアが「高雄メトロにもっと人を呼びたい」という思惑を偶然隣り合わせた時に語ったことから結成、同じ「高雄メトロ」への思いがあるジェアーとナナを加えて、4人体制のユニットとなった。
小穹（シャオチョン）
仕事：駅員
女性と子供に人気がある、メトロの花形駅員なのだが、グルメで太り気味な体重が悩み。
彼女が発起人としてエミリアを誘い、さらにジェアー、ナナを加えた。また、タキシード姿でハイヤーを予約して三人をクリスマスパーティーに招待した（彼女がハイヤー会社に頼み込んで、ユニットで制作したガイドブックに基づいたコースで巡り、エミリアたちは自分たちの分をきちんと支払っている）。
ポニーテールの黒髪につけている（美麗島駅にある「光之穹頂（ドーム）」をモデルにした）髪飾りは手作りのもので、自宅には（現在装着しているのも含めて）15個セットあり、毎日その時の気分でかえている。趣味は食べ歩きと小説創作。住まいは憧れの美麗島駅が最寄り。
艾米莉亞（エミリア）
仕事：運転士
台湾とドイツのハーフ。若い男性に人気があるのだが…身長不足が悩み、シャオチョンやジェアーに「ラブロマンスの主人公」にたとえられて揶揄されるが、シャオチョンが本命らしい（エミリア自身は若い男子に人気がある）。髪飾りは各々高雄メトロのラインカラー（橙線、赤線）のひも状。
科学第一主義で迷信は信じない、趣味は海外旅行。
シャオチョンに高雄メトロを盛り上げるためのガールズユニットを組もうと誘われ、一緒にガイドブックづくりを始める（途中からジェアーを誘い、三人体制となる）。高雄メトロの存在感アップを高めるという口実で、食いしん坊旅をするシャオチョンにジェアーとともに「太るよ」と突っ込む。
ナナが新作ヘッドホンが気になるが、予約できない（しかも本人限定の）手作り特注品との事で苦手な行列に並ばなければならないことを最初に相談を受けて、ナナが対人恐怖症と気づく。
婕兒（ジェアー）
仕事：エンジニア
エミリアが「自分より小柄である」ことと、シャオチョンが「同じメトロを思っている（のと、メンバーの平均体重を下げたい）」ことを理由にスカウトされる。彼女自身は高雄メトロをこよなく愛していて、油まみれの服、手仕事で汚れた手指、車両を毎度の様に磨く自分を誇りに思っているが、「（二人みたいに美人じゃないし、赤く縮れた髪の毛、荒れた肌だし）表で働くお二人とは違って裏の人だから」と一度は断るが、シャオチョンに「そんなの関係ない」と押し切られ、結果的には乗ってしまう。ナナの熱狂的ファンで、彼女がきっかけでナナを誘うことになった。
ナナフェチが災いして度が過ぎるコスプレを自分のパソコンでやらかすが、呆れたエミリアに有無を言わさずナナの度が過ぎた着せ替えのコスプレを消去された。青いジャンパーと工具袋に彼女の仕事的命であるスパナを沢山持っている。
耐耐（ナナ）
仕事：コールセンター担当
ジェアーが彼女のファンであることと、噂のネットアイドルらしいことからスカウトされる。
シャオチョンたちが「ナナの落とし物を拾得しての大義名分」でコールガイダンスを利用してスカウトされたとき、彼女は三人の秘密を盾に断ろうとするが、シャオチョンが「私もナナの秘密を握っている」と寄り切られてしまう。実は対人恐怖症でそれを隠すために彼女の特技で振り切ろうとしたらしい（さらに兎の耳が好きで、兎耳のヘッドホンを購入しようと思っていたが、行列に並ぶのが苦手でどうしようかとエミリアに相談。）。それを知ったシャオチョンはエミリア、ジェアーの協力を得て駅員、車掌、エンジニアのヘルパー（濡れタオルのサービス）をさせたうえで克服させて、美麗島駅「光之穹頂」を会場にしてライブを開催。停電でジェアーのパソコントラブルが起きてしまい彼女の３Ｄシルエットがでなく、彼女のアカペラでこなして何とか成功した（ちなみに作詞作曲はメンバー4人全員で担当、さらに彼女はほか3人と一緒に歌わせることにした）。
特別扱いされるのも嫌い、ジェアーに「ナナ様じゃなくて、ナナと呼び捨てして。」と警告。

### その他
「たかめ少女」をサポートする登場人物など。
詩楓（スーフォン）
高雄メトロで彼女の上司に依願される形でプロデューサーとなる。「引き受けたからには、彼女たちを盛り上げる」と力を入れる。ユニットの取り組みには協力的だが、天真爛漫なシャオチョンにはあきれている。任命以前に会議室で、シャオチョンたちが「たかめ少女企画」会議を済ませて居眠りしているところを見かけている。
本社室長
夢の中にいたシャオチョンで戯れていたエミリアに声をかけた女性。エミリアはジェアーを探しているので教えてほしいと相談するが、「あの子の気持ちが大事だから、私からは教えられない」と断る。
警備員
赴任前のスーフォンと一緒に、たかめ少女企画会議終了後のシャオチョンたちが会議室で居眠りしているところを見かける。
シャオチョン行きつけの朝食店
シャオチョンは朝食は外食であるため、自宅近くにある朝食店の常連になっている。店のおばちゃんに頼むのは「ヘルシーサンド野菜多め」、店から美麗島駅へ向かう間に完食してしまう。
ジェアーの同僚
ジェアーと一緒に整備工場で働く人々。当人たちだけでなく、たかめ従業員にとってアイドル的存在。

## 既刊一覧
1. 2017年6月14日発売、ISBN 978-4797384468
2. 2018年4月10日発売、ISBN 9789571080192 （尖端出版。台湾で既刊の続編ではなくソライロデイズの中文訳版。現地でのタイトルは「前進吧！高捷少女 湛藍時光」）